# Самарская Лука
Сама́рская Лука́ — самая большая, значительно выраженная и известная излучина реки Волги в нижнем её течении между селом Усолье и городом Сызранью. Омывается водами Куйбышевского и Саратовского водохранилищ. Огибает Жигулёвскую возвышенность (Жигулёвские горы).
Самарская Лука — один из уникальных уголков России. Топоним «Самарская Лука» включает в себя несколько понятий: излучина Волги у Жигулёвских гор; восточный участок Приволжской возвышенности; полуостровная территория, окружённая одноимённой излучиной Волги и Усинским заливом Куйбышевского водохранилища.
Границы Самарской Луки — 53°08’ с. ш. на юге, 53°26’ с. ш. на севере, 48°32’ в. д. на западе и 50°91’ в. д. на востоке. Протяжённость Большой Самарской Луки с запада на восток около 60 км, с севера на юг — до 33 км. Общая площадь её территории — 155 тыс. га.
В районе села Переволо́ки находится узкий перешеек шириной 2 км между Усинским заливом и Саратовским водохранилищем, который делит полуостров на две части: хорошо отграниченную восточную (Большую Самарскую Луку) и меньшую западную (Малую), выделяемую с достаточной условностью по геологическим границам и переходящую в Предволжье. На отдельных участках (Усольско-Берёзовская гряда, Губинские высоты) эти границы выражены в рельефе. Малая Самарская Лука разделена долиной реки Усы, превращённой в залив Куйбышевского водохранилища.
Длина береговой линии всей Самарской Луки примерно оценивается по расстоянию между Усольем и Сызранью по фарватеру Волги и составляет 230 км, из которых 20 км находится в пределах Куйбышевского водохранилища.
Максимальные высоты приурочены к Жигулёвским горам: 381,2 м в восточной части, 232 м на Усольско-Берёзовской гряде (к западу от устья р. Усы). В юго-западной части они достигают 193 м. К югу высоты снижаются до 80—100 м.

## Геология

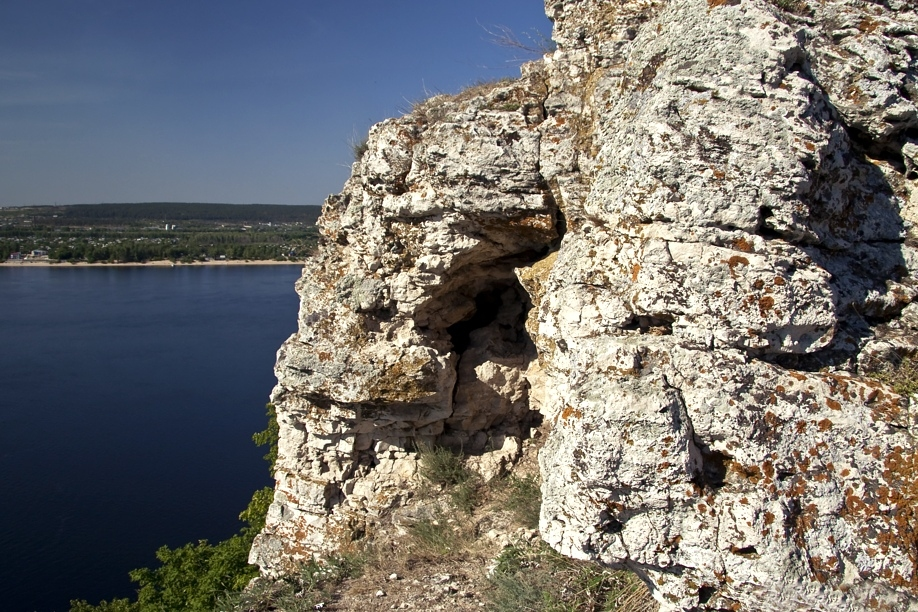
Скалистый рельеф местности

Происхождение Жигулёвских гор связано с тектоническим поднятием (Жигулёвской дислокацией), активизировавшимся в среднем девоне и продолжившимся в карбоне. Максимально поднятия проявлялись в конце палеогена, начале неогена и в среднем плиоцене, тогда высота Жигулёвских гор достигала 900 м.
В последующих геологических периодах территория подвергалась интенсивным эрозионным процессам, в результате воздействия которых была уничтожена значительная часть мезозойских пород. В итоге на значительных площадях обнажились карбонатные отложения каменноугольной и пермской систем. Поверхность существенно понизилась и оказалась сильно расчленённой сетью узких каньонообразных долин. А усилившиеся карстовые процессы способствовали уменьшению поверхностного размыва.
В результате сформировалась Самарская Лука — уникальное для Русской равнины место. Нигде на равнине больше не наблюдается таких молодых и интенсивных поднятий, как в пределах данной тектонической аномалии. Окружающие территории сплошь сложены из пород мезозойского и кайнозойского возраста. Самарская Лука сложена в основном палеозойскими породами.
Самарская Лука не захватывалась четвертичными оледенениями, и территория сохранила первозданный горный облик, поэтому, несмотря на небольшую высоту, даже в специальной литературе Жигули именуются горами. Горы находятся в северной части Самарской Луки, полого спускаясь в югу и юго-востоку.

## Ландшафт

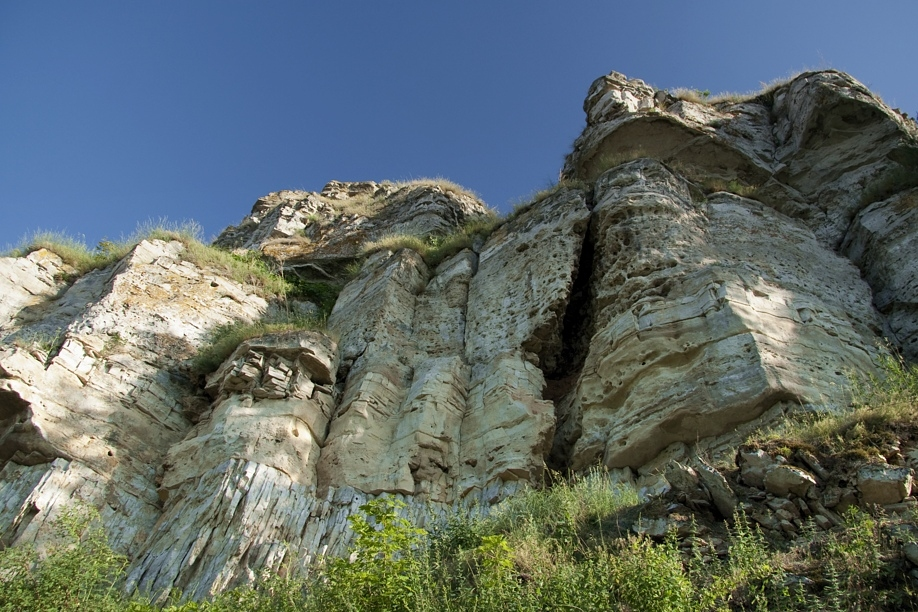
Горный рельеф Жигулей

Северная часть Самарской Луки — собственно Жигулёвские горы — обладает характерным горным рельефом: значительные абсолютные высоты (максимальная высота — гора Наблюдатель — составляет 381,2 м), скалистые, почти вертикальные обрывы, горная расчленённость склонов. Однако большая часть Самарской Луки занята волнообразной платообразной равниной с общим уклоном к югу.
Территория Самарской Луки обеднена водоёмами и водотоками из-за почти полного отсутствия водоупорных горизонтов в палеозойских толщах при распространённости карстовых явлений. Большинство озёр сосредоточено в районе Рождественской (Шелехметской) и Мордовинской пойм. По данным «Голубой книги Самарской области» (2007), в центральной части насчитывается более 60 разнотипных водоёмов, из которых 35 — пруды и 22 — карстовые озёра. На Самарской Луке расположены две «малые реки», согласно определению местного населения, — это Морквашка (ручей, огибающий гору Могутовую, г. Жигулёвск) и Брусянка (Брусянский овраг). Большая часть ручьёв Самарской Луки образуются за счёт талых снеговых вод и являются временными водотоками, свойственными днищам крупных оврагов (Брусянскому, Аскульскому, Винновскому и некоторым другим). Но есть и некоторое количество постоянных родников, образующих ручьи, которые упоминаются в книгах «Зелёная книга Поволжья» (1995) и «Жемчужина России — Самарская Лука»: Ширяевские родники/ручьи (в верховье Ширяевского оврага), Яблоневые родники (верховье Яблоневого оврага), Александровские родники (верховье Александровского оврага), Анурьевский родник (близ с. Анурьевка), Аскульские родники (верховье Аскульского оврага), Вислокаменные родники (близ горы Вислый камень) и некоторые другие (Чистова, Саксонов, 2004; Фадеева, 2007).
По Самарской Луке проходит южная граница лесостепи.

## Самарская Лука в исторических хрониках
1636 — Немецкий путешественник, географ, ориенталист, историк, математик и физик Адам Олеарий в составе немецкого посольства на корабле отправился вниз по Волге до Персии. По пути он описал крепость Самару, сделал некоторые заметки о природе Самарской Луки.
1647 — Одно из первых упоминаний о деревне Моркваши, состоящей из двух домов, принадлежащих помещику Порецкому.
1695 — Пётр I во время похода на турецкую крепость Азов из-за непогоды сделал остановку в деревне Моркваши. Сохранилось предание, что Пётр поднимался на Лысую гору и высек на скале надпись. Именно поэтому утёс, располагающийся в центре западного склона, называется Петров Камень, он же Сокол.
1792 — Опубликована карта Симбирского наместничества, куда раньше относилась Самарская область.
1841 — Возникновение села Отважное (ныне Жигулёвск) у подножья Могутовой горы.
1870 — Илья Ефимович Репин работает в Жигулях над картиной «Бурлаки на Волге». Посещает окрестности Могутовой горы.
1926 — Могутовую и Лысую горы в составе экспедиции по выбору участка для организации Жигулевского заповедника посещает И. И. Спрыгин.
1935 — Опубликована книга Михаила Андреевича Емельянова «Жигулёвская кругосветка» (Куйбышев: Куйбышевское краевое изд-во. 145 с.), в которой, в том числе, описывается Могутова гора.
1950 — Принято Постановление Совета министров СССР «О строительстве Куйбышевского гидроузла на реке Волга».
1958 — Правительственная комиссия утвердила акт приёмки Куйбышевской ГЭС.
1984 — Постановлением Совета Министров РСФСР (№ 161) создан национальный парк «Самарская Лука».
2006 — ЮНЕСКО приняла решение об организации в Самарской области Средне-Волжского комплексного биосферного резервата.

## Климат
Климат территории относится к умеренно континентальному, хотя и смягчаемому водами двух омывающих Луку водохранилищ. В северной части Луки, на метеостанции в Бахиловой Поляне, среднегодовая сумма осадков составляет 566 мм, среднегодовая температура воздуха 4,8°С, средняя температура января −10°С, июля 20°С. На климат в северной части существенно влияет горный рельеф: различные экспозиции склонов создают весьма разнообразную картину микроклиматических условий, особенно температурно-влажностных.
В районе же метеостанции «Сосновый Солонец» в южной части Луки наблюдается 610 мм осадков в год, среднегодовая температура 4,5°С, средняя января −12°С, июля 21°С. В целом, на территории возвышенно-волнистого плато более холодный климат, чем в северной части.
По всей территории перепады годовых температур составляют около 70-72°С и больше.

## Флора

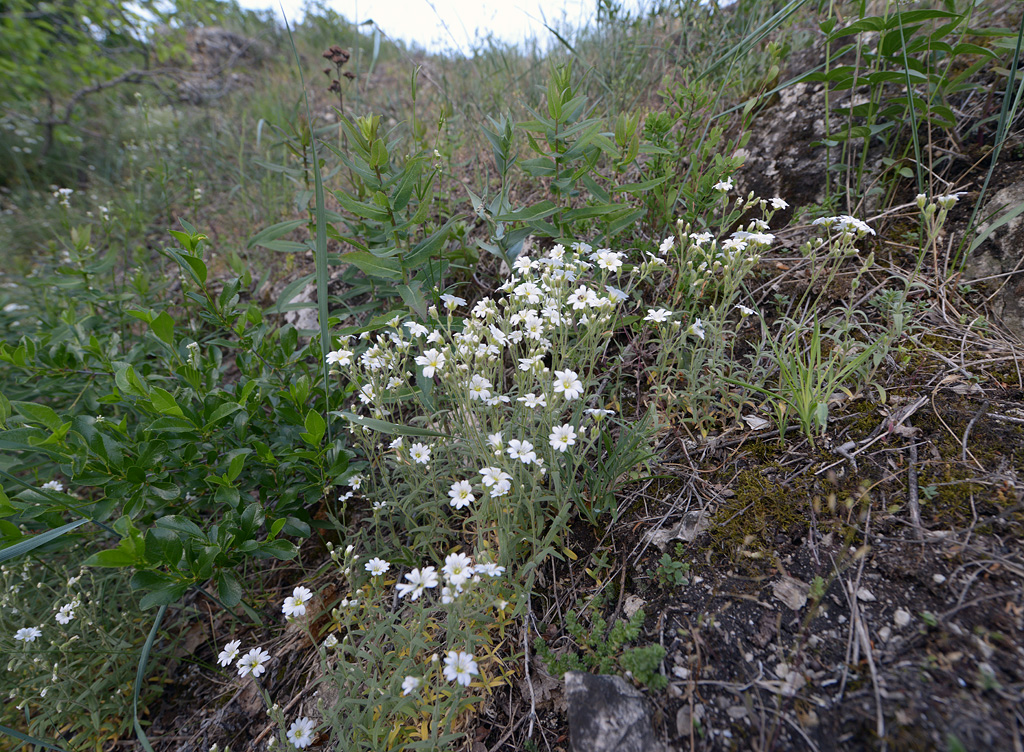
Ясколка жигулёвская

Флористический состав Самарской Луки за более чем 200 лет изучен подробно выдающимися учеными-естествоиспытателями, в их числе П. С. Паллас, И. И. Лепёхин, И. Г. Фальк, М. Н. Богданов, О. О. Баум, С. И. Коржинский, В. И. Смирнов, А. Ф. Флеров, Д. И. Литвинов, Р. И. Аболин, В. Н. Сукачев, И. И. Спрыгин, А. А. Уранов, Б. П. Сацердотов, А. Н. Гончарова, М. В. Золотовский, А. А. Булавкина-Ончукова, Л. М. Черепнин, А. Ф. Терехов, Я. И. Проханов, А. М. Семенова-Тян-Шанская, И. С. Сидорук, С. В. Сидорук, В. И. Матвеев, В. И. Игнатенко, Т. И. Плаксина, Н. Н. Цвелёв, С. В. Саксонов и многие другие.
Во флоре Самарской Луки выявлено 1302 вида сосудистых растений (Саксонов, 2006), в их числе узколокальные эндемики — мятлик Саксонова (Poa saksonovii Tzvelev), качим Юзепчука (Gypsophila juzepczukii Ikonn.), молочай жигулёвский (Euphorbia zhigulensis Prokh.), солнцецвет жигулёвский (Helianthemum zhegulensis Juz. ex Tzvelev), тимьян жигулёвский (Thymus zhegulensis Klokov et Shost.), субэндемики и реликты.

## Охрана природы

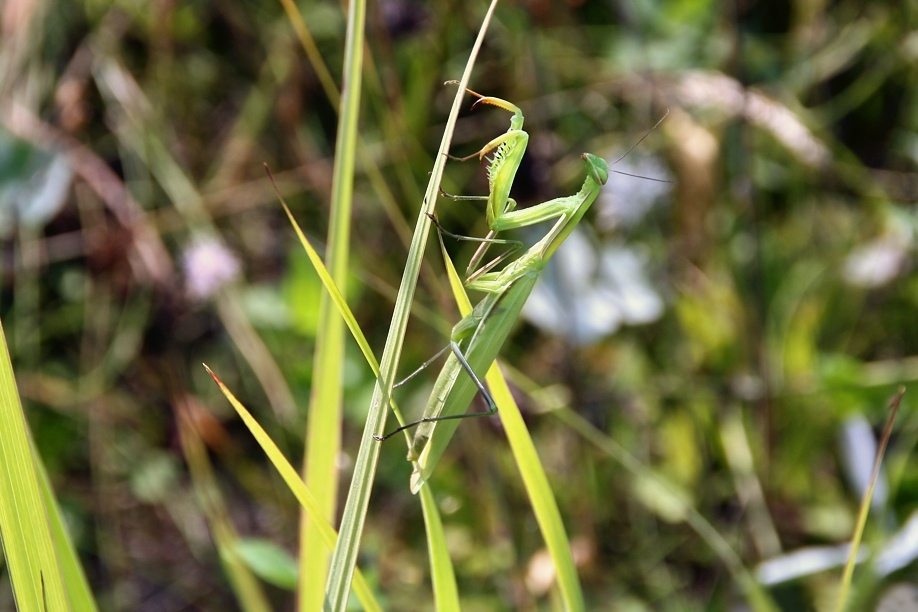
Богомол в Жигулёвских горах

В 1890 году академик С. И. Коржинский обратил внимание на Самарскую Луку как наиболее интересное место в средней России по богатству и разнообразию степной и лесной растительности, геологии и своеобразию биоценозов, не уступающих Крыму и Кавказу.
В 1913 году В. Н. Сукачёвым была предложена идея об охране природы в районе Жигулёвских гор, он также указал на необходимость описания выделенных заповедных участков во всех отношениях, особенно почвенном, ботаническом и зоологическом.
В 1927 году был создан Жигулёвский заповедник, а в 1984 году — национальный парк «Самарская Лука»
Среди растений и животных, встречающихся здесь, многие виды очень редки или вообще эндемичны.
В феврале 2015 г. Министерство природных ресурсов и экологии РФ своим приказом № 69 утвердило новое положение о национальном парке «Самарская Лука», сократив площади заповедной и особо охраняемой зон национального парка почти на 7 тысяч гектаров. Граждане России организовали общественную кампанию в защиту национального парка.

## Рекреация
По водному пути Тольятти — Самара — Переволоки — Тольятти проходит популярный туристический маршрут «Жигулёвская кругосветка».
Клуб конного туризма, базирующийся в селе Жигули, разработал несколько маршуртов по территории Луки. Один из них — многодневный «Жигулёвский лабиринт», организованный совместно с национальным парком «Самарская Лука», — в 2015 году завоевал Гран-при всероссийской туристской премии «Маршрут года» в номинации «Лучший спортивный маршрут».
На территории национального парка проводятся одноимённые беговой и велосипедный марафоны.

## Исторические дороги Самарской Луки
По территории национального парка проходил Оренбургский почтовый тракт.